# Целлерайн
Целлерайн — один з перевалів в Ібстальських Альпах.
Розташований на захід від м. Маріацелль на межі федеральних земель Нижня Австрія і Штирія. Крутизна схилу до 22 процентів.
Через перевал проходить дорога Целлерайн-штрасе (В 71).
Тут має своє джерело р. Ібс